# (34374) 2000 RP48
2000 RP48 (asteroide 34374) é um asteroide da cintura principal. Possui uma excentricidade de 0.11920900 e uma inclinação de 10.70923º.
Este asteroide foi descoberto no dia 3 de setembro de 2000 por LINEAR em Socorro.